# SPINK1
SPINK1‏ (Serine peptidase inhibitor, Kazal type 1) هوَ بروتين يُشَفر بواسطة جين SPINK1 في الإنسان.